# José Padilla Sánchez
Pour les articles homonymes, voir Padilla.
José Padilla Sánchez (né à Almería le 28 mai 1889 et mort à Madrid le 25 octobre 1960) est un compositeur espagnol dont la musique a été déclarée d'intérêt universel par l’UNESCO à Paris[réf. nécessaire], en 1989.

## Biographie
À l'initiative de la Ville de Paris, une plaque au 10, rue Pergolèse commémore sa résidence en France.

## Œuvres
- El Relicario ;
- La Violetera, mélodie utilisée comme leitmotiv dans plusieurs films : Scent of a Woman, Oscar du meilleur acteur pour Al Pacino, All Night Long avec Barbra Streisand, Gene Hackman et Dennis Quaid, Les Lumières de la ville de Charlie Chaplin. Cette œuvre a donné le titre au film La Violetera interprété par Sara Montiel et est aussi le leitmotiv et le nom d'une rue à Madrid ; (pourriez-vous réécrire cette phrase en français?)
- Valencia, pasodoble ;
- Ça c'est Paris, succès pour Mistinguett en 1927.